# Biokovo-Gebirge
Das Biokovo-Gebirge ist ein Abschnitt des Dinarischen Küstengebirges in Südkroatien.
Es liegt etwa zwischen Omiš und der Mündung der Neretva in der Region Mitteldalmatien.
Der Großteil des Gebirgsmassivs steht als Naturpark Biokovo unter staatlichem Schutz.
Nach einem schmalen Küstenstreifen an der Adria steigt das Kalkgebirge steil und vegetationsarm bis zu Höhen von über 1700 Metern an. Die vom Adriatischen Meer abgewandte Seite weist karge Vegetation mit vereinzelten Waldinseln auf.

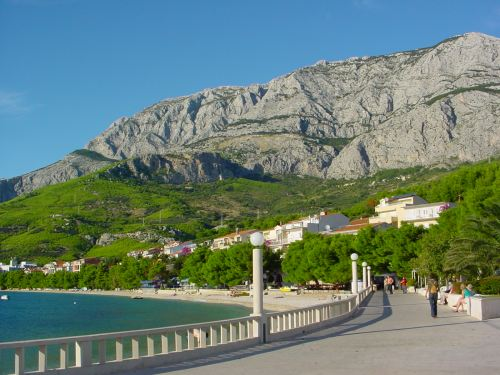
Biokovo oberhalb von Tučepi

Der höchste Gipfel ist der Sveti Jure mit 1762 Metern. Das Biokovo-Gebirge ist extrem wasserarm, nur in Bereichen, an denen der Kalkstock auf Flyschzonen trifft, treten Quellen aus, die eine karge Weidewirtschaft ermöglichen. Der Küstenstreifen ist touristisch erschlossen, Zentrum ist der Fremdenverkehrsort Makarska am „Makarska-Riviera“ genannten adriatischen Küstenabschnitt. Das Biokovo-Gebirge ist als kroatischer Naturpark ausgewiesen.

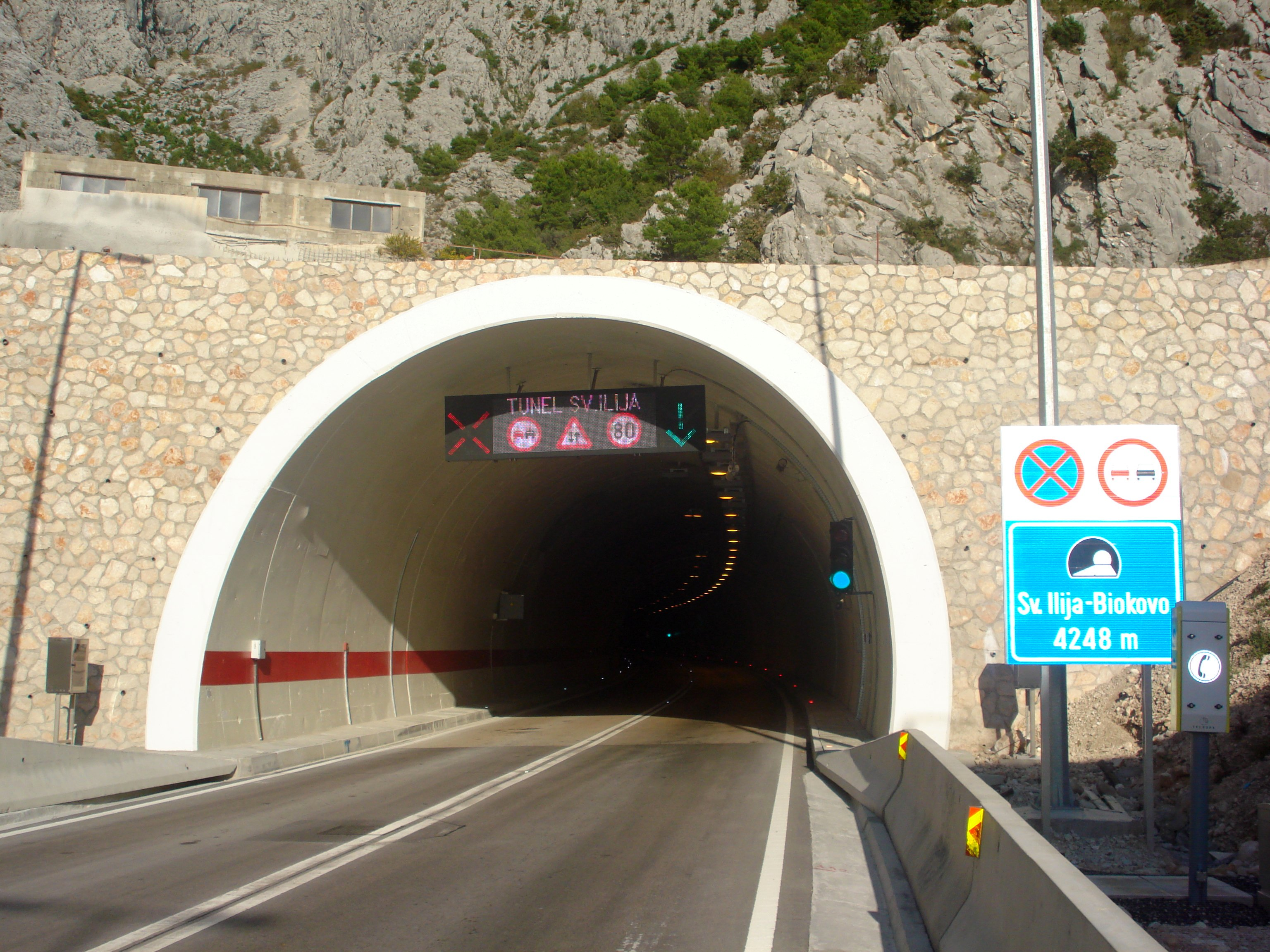
Südportal des Sveti-Ilija-Tunnels

Das Gebirge wird vom 2013 fertiggestellten rund 4250 m langen Sveti-Ilija-Tunnel im Zug der Staatsstraße D76 gequert.